# Macropodium pterospermum
Macropodium pterospermum är en korsblommig växtart som beskrevs av Friedrich Schmidt. Macropodium pterospermum ingår i släktet Macropodium och familjen korsblommiga växter. Inga underarter finns listade i Catalogue of Life.

## Bildgalleri

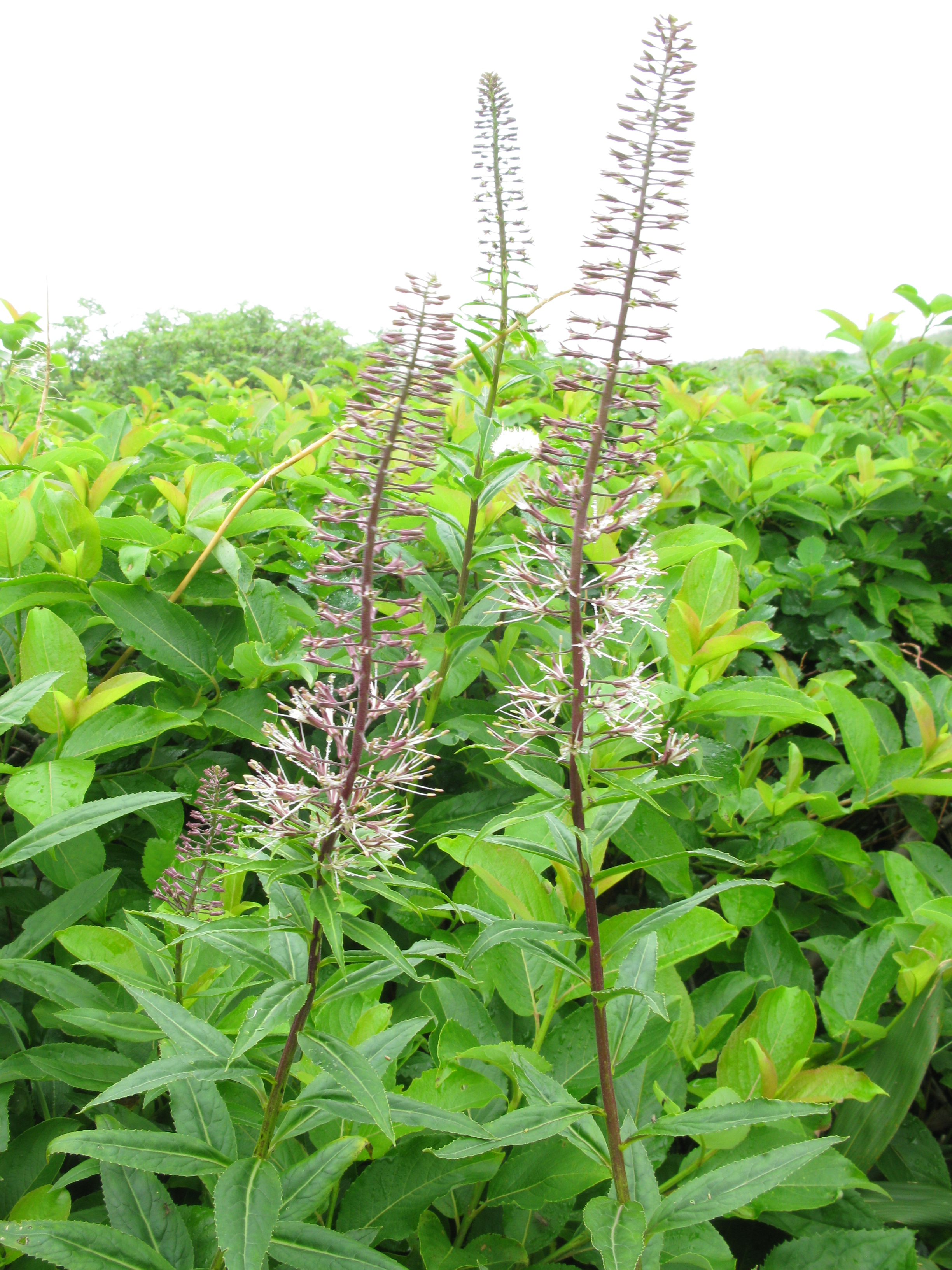
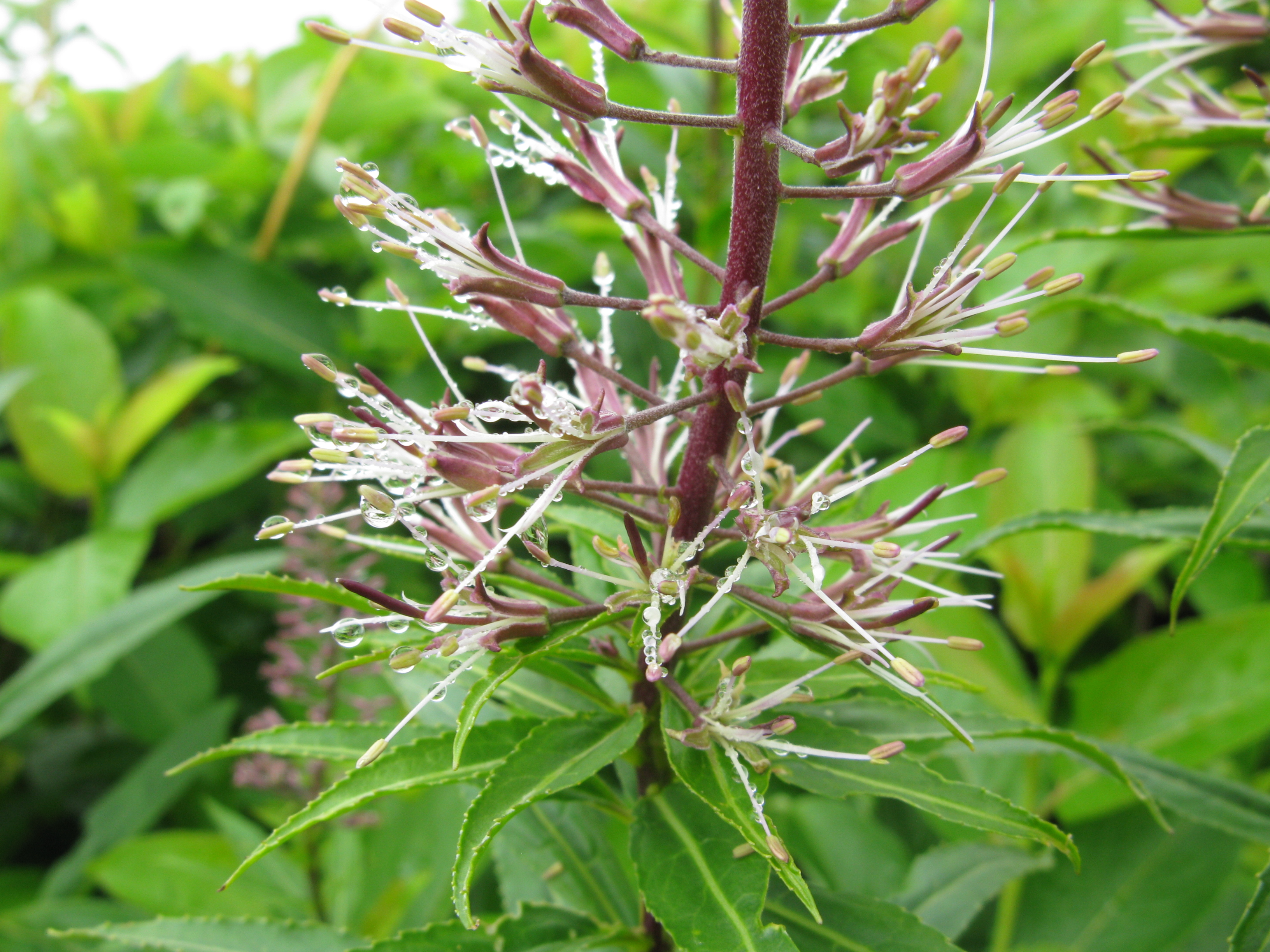
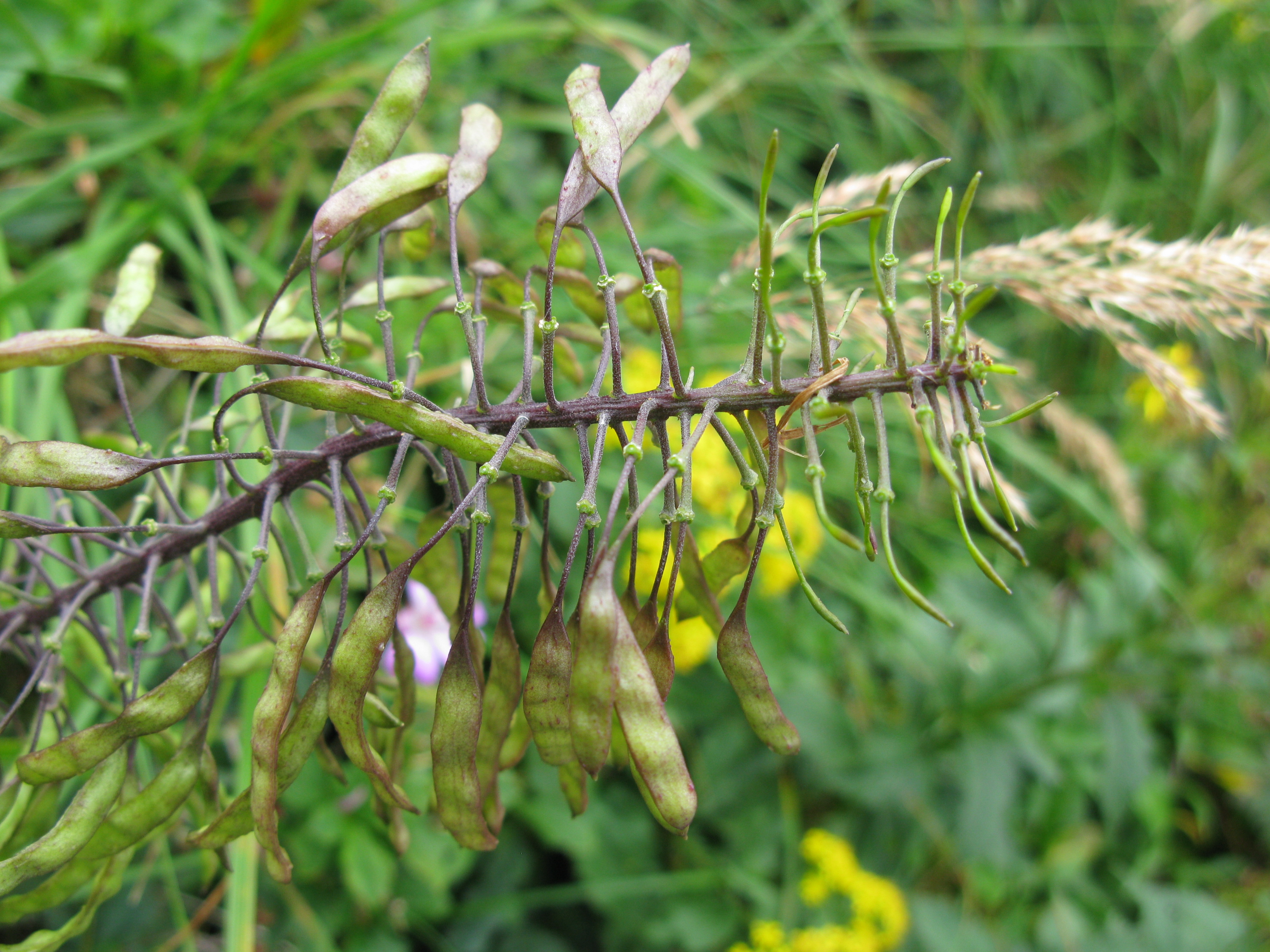